# IAM
IAM — французький хіп-хоп-гурт з Марселя, сформований в 1989 році. Назва «IAM» має декілька значень, в тому числі і 'Invasion Arrivée de Mars' ('Вторгнення Марса'). Під метафоричним 'Mars' в піснях IAM слід розуміти Марсель.

## Історія
В кінці 1985 року Akhenaton і Khéops створили гурт «Lively Crew». Влітку 1987 року його перейменували в «B.Boys Stance», після чого до нього приєднались Shurik'n, Freeman и Imhotep. В 1989, коли учасників стало шестеро і з'явилась сьогоднішня назва «IAM», гурт записав свій перший мікстейп «IAM Concept», реліз якого відбувся наступного року. Команда, підписавши контракт з Virgin Records, рік потому видала альбом «…de la planète Mars», який заслужив масове визнання. В 1993 вийшов альбом «Ombre est lumière», повпливавши на ріст популярності гурту. Однак, справжній прорив відбувся в 1997 році після виходу альбому «L'école du micro d'argent», якому знадобилось лишень два дні, щоб стати «золотим», а потім він став ще й «платиновим», коли було продано більше мільйона копій. «L'école du micro d'argent» не тільки приніс гурту міжнародну популярність, а й зробив французький хіп-хоп популярним.
Після приголомшливого успіху 1997 року учасники групи випустили саундтрек до комедії «Таксі» Люка Бессона (1998) і почали займатись сольними проєктами. До цього часу Akhenaton уже записав сольний альбом Métèque et mat (1995). За ним вийшли Shurik'n і Freeman (альбоми в 1998 і 1999 роках відповідно). Також Akhenaton зняв фільм Comme un aimant (2000) і випустив ще два альбоми: Sol Invictus (2001) і Soldat de fortune (2006). Попри це гурт не розпався і випустив альбоми Revoir un printemps в 2003 році і Saison 5 в квітні 2007-го. В 2009-ому вони випускають компіляцію під назвою Galaxie. А в квітні 2013 року виходить їхній шостий студійний альбом під назвою «Arts Martiens».

## Дискографія

### Альбоми
- 1990 «IAM Concept»
- 1991 «...de la planète Mars»
- 1993 «Ombre est lumière»
- 1997 «L'école du micro d'argent»
- 2003 «Revoir un printemps»
- 2007 «Saison 5»
- 2013 «Arts Martiens»

### Сингли
- 1991 «Red, Black & Green»
- 1991 «Tam-tam de l'Afrique»
- 1992 «Planète Mars»
- 1993 «Donne-moi le micro»
- 1994 «Le feu»
- 1994 «Je danse le mia»
- 1995 «Une femme seule / Sachet blanc»
- 1997 «L'école du micro d'argent»
- 1997 «Nés sous la même étoile»
- 1997 «L'empire du Côte Obscur»
- 1997 «La saga» (featuring Timbo King, Dreddy Krueger and Prodigal Sunn)
- 1998 «Independenza»
- 1998 «Petit frère»
- 2003 «Revoir un printemps»
- 2004 «Noble art» (featuring Method Man and Redman)
- 2004 «Second souffle»
- 2004 «Où va la vie» (featuring Moïse)
- 2007 «Une autre brique dans le mur»
- 2007 «Ca vient de la rue»
- 2007 «Offishall»
- 2008 «Coupe Le Cake»